# Jan Śniadecki

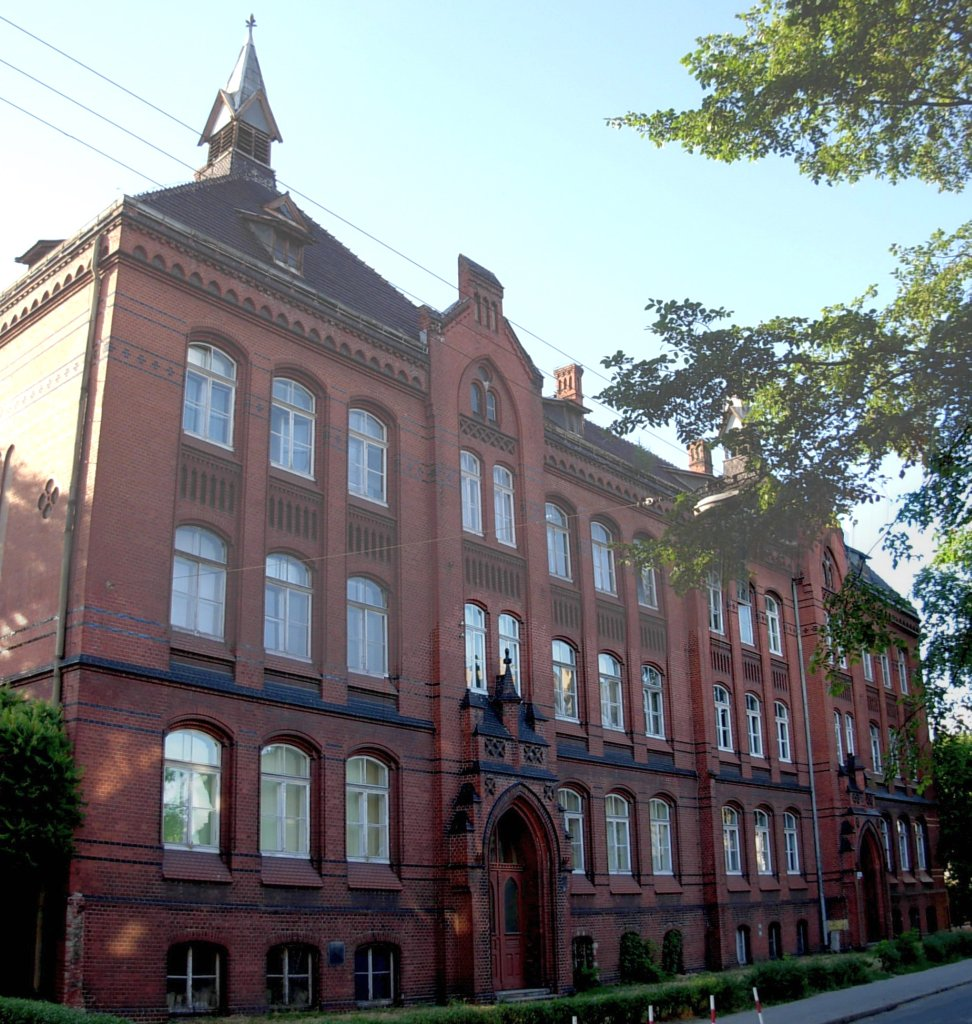
Uniwersytet Technologiczno-Przyrodniczy im. Jana i Jędrzeja Śniadeckich w Bydgoszczy

Jan  Władysław Śniadecki, pseud. i krypt.: J. S.; Krytykiełło Zachariasz; Przemyślanka; Szczeropolski Zygmunt, (ur. 29 sierpnia 1756 w Żninie, zm. 21 listopada 1830 w Jaszunach koło Wilna) – polski polihistor: astronom, matematyk, filozof, geograf, pedagog, krytyk literacki i teoretyk języka, autor kalendarzy i poeta.
Starszy brat Jędrzeja Śniadeckiego.

## Życiorys
Syn Jędrzeja (Andrzeja), miejscowego piwowara i rolnika (pełniącego wcześniej funkcję wójta), ławnika, starszego cechu piwowarów i burmistrza, oraz Franciszki z domu Giszczyńskiej. Brat Jędrzeja Śniadeckiego. Urodził się w rodzinie mieszczańskiej pochodzenia szlacheckiego (herbu Leliwa). Pierwsze nauki pobierał w żnińskiej szkółce parafialnej.
Zajmował się zagadnieniami pedagogiki, językoznawstwa i filozofii. Mówiono o nim, że jest: „arcykapłanem umiejętności na całą Polskę i Litwę”. Wykształcenie średnie zdobywał w Gimnazjum w Trzemesznie.
Przez 7 lat (od 1764/1765 do 1771/1772) uczęszczał do Kolegium Lubrańskiego w Poznaniu. W tym okresie uczęszczał także na publiczne wykłady fizyki eksperymentalnej profesora kolegium jezuickiego, J. Rogalińskiego. Przez kolejne 2 lata (od 1772/1773 do 1774/1775) studiował w Akademii Krakowskiej; mieszkał wówczas w Bursie Jerozolimskiej. Bakalaureat uzyskał w październiku 1772, a 31 marca 1775 osiągnął magisterium nauk wyzwolonych i doktorat filozofii.
W roku akademickim 1776/1777 pracował jako profesor (extraneus) algebry. Rok później (1777/1778) był profesorem klasy VI świeżo reformowanych Szkół Nowodworskich (dawniej Władysławowskich), gdzie wykładał w języku polskim: ekonomię, logikę, mechanikę, hydrostatykę, hydraulikę oraz naukę o zachowaniu zdrowia. W tym samym czasie (1777) piastował funkcję członka Oratorium uczelni. Rok później (wrzesień 1778) dzięki wsparciu finansowemu rektora Antoniego Żołędziowskiego i Hugona Kołłątaja wyjechał za granicę, by tam kontynuować studia. Do października 1779 studiował w Getyndze, a następnie trafił do Lejdy i Utrechtu, gdzie studiował fizykę, chemię, historię naturalną, architekturę, języki obce i literaturę. Był również studentem Uniwersytetu w Paryżu (Collège de France: od stycznia 1780 do czerwca 1781), gdzie kontynuował studia matematyczne. W tym okresie jego nauczycielami byli m.in.: Abraham Gotthelf Kästner, K. L. Hennert, J. A. Cousin, Pierre Simon de Laplace i Jacques Delille, którego poznał bliżej prywatnie.
We wrześniu 1781 po powrocie do kraju przez Wiedeń wezwany przez Komisję Edukacji Narodowej, został mianowany szefem katedry i profesorem matematyki wyższej i astronomii w Krakowie (Wyższa Szkoła Koronna). Wykłady z matematyki rozpoczął już 9 listopada 1781, a 11 miesięcy później (30 września 1782) zaczął wykładać astronomię. Był pierwszym w swej uczelni wykładowcą tych dwóch przedmiotów w języku polskim. Wiosną roku 1782 (maj) został mianowany członkiem Rady Wizytatorskiej (powołanej przez Komisję Edukacji Narodowej), a 5 miesięcy później (październik 1782) powołano go na stanowisko sekretarza Uniwersytetu (piastował je przez niemal 5 lat).
Jesienią roku 1782 wystąpił z projektem zbudowania obserwatorium astronomicznego w Krakowie na terenie Ogrodu Botanicznego. Wspierał Hugona Kołłątaja w czasie jego sporu z biskupem Kajetanem Sołtykiem. Był jednym z członków Kolegium Fizycznego (prezesem był wówczas Jan Jaśkiewicz), pracując nad ułożeniem ustaw tegoż Kolegium. W 1784 (rok po braciach Montgolfier) wraz z Janem Jaśkiewiczem skonstruował pierwszy w Polsce balon. Propagował w Krakowie i w Wilnie studia rachunku prawdopodobieństwa, określonego przezeń jako Rachunek zdarzeń i przypadków losu (1790) lub jako Rachunek chybi-trafi (1817).
W filozofii był wrogiem metafizyki i romantyzmu, spekulacji i apriorycznych dociekań. Był zwolennikiem empiryzmu oraz przeciwnikiem Kanta.
Zmarł 21 listopada 1830. Pochowany na cmentarzu w Jaszunach. Na mogile Śniadeckiego znajduje się napis w języku łacińskim, który w tłumaczeniu brzmi: Janowi Śniadeckiemu urodzonemu w Żninie koło Gniezna 29 sierpnia 1759, zm. 9 listopada 1830 st. st. w domu przez siebie wzniesionym w Jaszunach (data śmierci, 9 listopada, podana jest tu według kalendarza juliańskiego; w kalendarzu gregoriańskim odpowiada jej data 21 listopada).

## Twórczość
Głównym jego dziełem filozoficznym była Filozofia umysłu ludzkiego (1823). Na jego osobie wzorowana była postać Starca z ballady Romantyczność Adama Mickiewicza. Opublikował dzieło pod tytułem Jeografiia, czyli opisanie matematyczne i fizyczne Ziemi w 1804 roku. Przyczynił się do upowszechnienia polskiej terminologii matematycznej.
W 1812 został członkiem utworzonej przez cesarza Napoleona I Bonaparte Komisji Rządu Tymczasowego Wielkiego Księstwa Litewskiego. Był członkiem rzeczywistym Towarzystwa Warszawskiego Przyjaciół Nauk oraz członkiem korespondentem Rosyjskiej Akademii Nauk w Petersburgu.

### Ważniejsze dzieła
1. Propostiones controversae ex philosophia defendentur in Collegio Maiori Universitatis Cracoviensis Anno Domini 1775, die 31 mensis Martii obiectis satisfaciente..., (Kraków) 1775
2. Kalendarz polski i ruski na Rok Pański 1776... Przez... wyrachowany, Kraków (1775); także: ... na Rok Pański 1777..., Kraków (1776); także: ... na Rok Pański 1778..., Kraków (1777)
3. In laudem divi Stanislai Casimiritani primo in regia scientiarum Universitate Cracoviensi Sacrae Theologiae professoris... oratio, Kraków 1776; z dedykacją do J.K. Dobrzańskiego i wierszem (Ode iambica) do kapituły kanoników laterańskich
4. Prześwietnej Komisji nad Edukacją Narodową za wprowadzoną do Szkół Władysławskich publiczną nauk reformę młódź Akademii Krakowskiej w tychże Szkołach ucząca się uroczyste podziękowanie pełnym wdzięczności i ukontentowania sercem, przez... klasy VI profesora składa, brak miejsca wydania (1777); wyd. następne: z rękopisu Metryki Litewskiej (dz. IX, t. 99) ogł. L. Kamykowski w: Korespondencja J. Śniadeckiego t. 1, Kraków 1932 "PAU. Archiwum Komisji do Dziejów Oświaty i Szkolnictwa w Polsce" nr 1, s. 37-42; (wierszowane w pierwodruku, zawiera ponadto 2 inne wiersze Śniadeckiego: Młódź do ojczyzny; Muzy do potomności)
5. Klasa VI. Popis roczny z nauk przez pytania, Kraków 1778, z pierwodruku w zbiorach jaszuńskich przedr. L. Kamykowski jak wyżej s. 42-47; przedr. także zobacz Wydania zbiorowe poz. 7
6. Mowa przy otwarciu nowo rozporządzonych od P. Komis. Edukacy. matematycznych nauk, miana w Krakowie d. 9 listopada r. 1781, przez..., (Kraków 1781); także pt. Rozprawa o nauk matematycznych początku, znaczeniu i wpływie na oświecenie powszechne, przy otwarciu poruszonej autorowi Katedry Matematyki Wyższej przez Komisję Edukacyjną w Uniwersytecie Krakowskim, czytana publicznie dnia 9 listopada roku 1781, Kraków 1781; wyd. następne zobacz: poz. 25 t. 2 i poz. 31 t. 2; Wydania zbiorowe: poz. 4 t. 3, poz. 6 t. 1 i poz. 7; fragmenty przedr.: B. Suchodolski w: Idee społeczne doby stanisławowskiej, Warszawa 1948; także w: Nauka polska w okresie Oświecenia, (Warszawa) 1953; zobacz Wydania zbiorowe poz. 5; rękopis: Biblioteka Jagiellońska, sygn. 3145
7. Pochwała Mikołaja Kopernika, akademika krakowskiego, astronomii odrodziciela, z okazji otwarcia Katedry Astronomicznej dnia 30 września 1782 miana na publicznym... posiedzeniu, z rękopisu Ossolineum sygn. 175/III ogł. L. Kamykowski; "Pamiętnik Lubelski za lata 1931-1934" t. 2 (1935), s. 254-268 i odb.; wyd. następne: oprac. M. Chamcówna, Wrocław (1955) "Biblioteka Narodowa" seria I, nr 159 (razem z poz. 15); zobacz Wydania zbiorowe poz. 6, t. 1; fragmenty przedr. H. Hinz, A. Sikora w: Polska myśl filozoficzna. Oświecenie. Romantyzm, (Warszawa 1964)
8. Rachunku algebraicznego teoria przystosowana do linii krzywych t. 1-2, Kraków 1782; fragmenty przedr. zobacz Wydania zbiorowe poz. 5; podręcznik; prospekt ogł. osobno Kraków 1782 (dat. 1 czerwca)
9. Opisanie doświadczenia czynionego z banią powietrzną, w Krakowie dnia 1 kwietnia 1784 puszczoną z Ogrodu Botanicznego na Wesołej..., Kraków 1784
10. Krótki zbiór życia i zasług ks. Antoniego Żołędziowskiego, czytany przed Stanami Akademickimi po odprawionych publicznych egzekwiach dnia 8 czerwca 1784, przez..., z rękopisu Biblioteki PAN Kraków ogł. L. Kamykowski: Nieznana mowa J. Śniadeckiego, "Prace naukowe Oddziału Warszawskiego Komisji do Badania Dziejów Wychowania i Szkolnictwa w Polsce" Warszawa 1927, s. 44-48; wyd. następne zobacz Wydania zbiorowe poz. 7; rękopis także w Ossolineum, sygn. 737/I
11. Dyskurs przy otwarciu sesji publicznej Szkoły Głównej Koronnej, dnia 11 maja roku 1786 złożonej z okazji imienin JKMci, z rękopisu Biblioteki Jagiellońskiej sygn. 3162 ogł. M. Straszewski w: J. Śniadecki. Jego stanowisko w dziejach oświaty i filozofii w Polsce, Kraków 1875 (dodatek); wyd. następne zobacz Wydania zbiorowe poz. 7
12. O mapie krajowej. Memoriał złożony Komisji Skarbowej w 1790 r., ogł. M. Baliński, zobacz Wydania zbiorowe poz 4 t. 1, s. 191-203; wyd. następne zobacz Wydania zbiorowe poz. 5; fragmenty przedr. B. Suchodolski w: Nauka polska... jak wyżej poz. 6; rękopisy: Biblioteka Czartoryskich sygn. 1181, Biblioteka Jagiellońska sygn. 3162
13. O obserwacjach astronomicznych, przez... Dysertacja czytana na publicznym posiedzeniu Towarzystwa Przyjaciół Nauk dnia 15 maja roku 1802, "Rocznik Towarzystwa Warszawskiego Przyjaciół Nauk" t. 1 (1802), s. 432-461; "Nowy Pamiętnik Warszawski" t. 7 (1802) i odb. Warszawa 1802; wyd. następne: zobacz poz. 25 t. 2; Lwów 1816; poz. 31 t. 2; Wydania zbiorowe: poz. 4 t. 3, poz. 6 t. 1; fragmenty przedr.: S. Dickstein, "Sto lat myśli polskiej" t. 1 (1906); zobacz Wydania zbiorowe poz. 5
14. Obserwacja o nowym planecie Cererze, położonym między Marsem i Jowiszem..., "Rocznik Towarzystwa Warszawskiego Przyjaciół Nauk" t. 1 (1802), s. 506-519 i osobno Warszawa 1802; na s. 520-527 "Rocznika..." inne obserwacje Śniadeckiego
15. O Koperniku. Rozwiązanie zadania, które Towarzystwo Warszawskie Przyjaciół Nauk do odpowiedzi ogłosiło: Oddając hołd winnej pochwały Mikołajowi Kopernikowi pokazać, jak wiele winne mu były nauki matematyczne, mianowicie astronomia w wieku, w którym żył; z których poprzedników, jak wiele i jakim sposobem korzystał i jak wiele mu są winne w czasie teraźniejszym, Warszawa 1802, jako odb. z "Rocznika Towarzystwa Warszawskiego Przyjaciół Nauk" t. 2 (1803), s. 83-192; także pt. Rozprawa o Koperniku, "Nowy Pamiętnik Warszawski" t. 8 (1802) s. 358-366, t. 9 (1803) s. 84-104, 211-233; przekł.: angielski (Dublin 1823), francuski (Paryż 1803), rosyjski (Petersburg 1821), włoski (Piza 1830); streszczenie perskie (Kalkuta 1826); przeróbki – plagiaty niemieckie (Berlin 1810, Gotha 1811, Konstanz 1822)
16. Jeografia, czyli opisanie matematyczne i fizyczne ziemi... dzieło Towarzystwu Warszawskiemu Przyjaciół Nauk oddane..., powst. 1803, wyd. Warszawa 1804; wyd. następne przejrzane i poprawione: Wilno 1809; Wilno 1818; zobacz Wydania zbiorowe poz. 4 t. 6-7; fragmenty przedr. zobacz Wydania zbiorowe poz. 5; przeróbka: F. Drzewiński: Jeografia fizyczna z dzieła J. Śniadeckiego..., Wilno 1825; przekł. rosyjski (Charków 1817)
17. Ciąg dalszy obserwacji astronomicznych robionych w Krakowie przez..., "Rocznik Towarzystwa Warszawskiego Przyjaciół Nauk" t. 3 (1804), s. 157-177 i odb. Warszawa 1804; początek w "Roczniku..." t. 1 (1802), s. 262-505
18. Réflexions sur les passages relatifs à histoire et aux affaires de Pologne insérés dans l'ouvrage de M. Villers qui a remoporté le prix de l'Institut National de France, le 2 germinal an XI (23 mars 1804), (Paryż) 1804 (4 wyd., jedno podpisane krypt.: J. S.), przedr. M. Baliński: Pamiętniki o J. Śniadeckim t. 2, Wilno 1865, s. 185-196; rękopisy: Biblioteka Czartoryskich sygn. 3097, Biblioteka Jagiellońska sygn. 3737 (odpis F. Szopowicza), Biblioteka PAN Kraków sygn. 2202 c; przekł. polski: Uwagi... nad dziełem p. Villers, uwieńczonym przez Instytut Narodowy Francuski, "Nowy Pamiętnik Warszawski" t. 15 (1804), s. 89-108 – F. Szopowicz: Uwagi nad miejscami do dziejów i interesów Polski ścigającymi się w dziele p. Willersa... przez J. Śniadeckiego napisane, a w r. 1814 przez... przełożone, rękopis: Biblioteka Jagiellońska sygn. 3737
19. Zagajenie sesji publicznej Uniwersytetu Wileńskiego dnia 15 września roku 1810 v. s. w rocznicę koronacji Najj. Imperatora Aleksandra I, przy rozpoczęciu roku szkolnego nauk. (Że doskonalenie wszystkich władz umysłowych przez rozmaite nauki jest warunkiem prawdziwego oświecenia), Wilno 1810, wyd. następne: zobacz poz. 25 t. 2, poz. 31 t. 2; Wydania zbiorowe poz. 4 t. 3, poz. 7; fragmenty przedr. J. Rymarkiewicz: Wzory prozy na wszystkie jej rodzaje, stopnie i kształty, Poznań 1856, s. 424 i następne
20. Żywot uczony i publiczny Marcina Odlanickiego Poczobuta, czytany na publicznym posiedzeniu Imperatorskiego Wileńskiego Uniwersytetu, przy zamknięciu rocznego biegu nauk dnia 30 czerwca roku 1810 v. s., Wilno 1810, wyd. następne: zobacz poz. 25 t. 1, poz 31 t. 1; wyd. K.J. Turowski, Kraków 1861 "Biblioteka Polska" nr 45 (razem z poz. 24); zobacz Wydania zbiorowe poz. 7
21. W dzień 15 września roku 1811 v. s. jako rocznicę koronacji Najj. Imperatora Aleksandra I, przy rozpoczęciu roku szkolnego nauk. O instrukcji religijnej. Zagajenie posiedzenia publicznego w Uniwersytecie Wileńskim, Wilno 1811 (3 wyd.); wyd. następne: Warszawa 1811 (pt. Mowa o religii...); zobacz poz. 25 t. 2, poz. 31 t. 2; Wydania zbiorowe poz. 4 t. 3, poz. 7; fragmenty przedr. I. Szydłowski w: Przykłady stylu polskiego t. 1, Wilno 1827
22. Żywot Piotra hrabi Zawadowskiego, pierwszego ministra narodowego oświecenia w Cesarstwie Rosyjskim, czytany na posiedzeniu publicznym Uniwersytetu Wileńskiego, przy zamknięciu rocznego biegu nauk dnia 30 czerwca roku 1813 v. s., wyd. następne: zobacz poz. 25 t. 2, poz. 31 t. 2; Wydania zbiorowe poz. 4 t. 3, poz. 7; fragmenty przedr. I. Szydłowski jak wyżej poz. 21
23. O języku narodowym w matematyce. Rzecz czytana na posiedzeniu literackim Uniwersytetu Wileńskiego dnia 15 listopada roku 1813 v. s., wyd. zobacz poz. 25 t. 2; wyd. następne: zobacz poz. 31 t. 2; Wydania zbiorowe poz. 4 t. 3, poz. 6 t. 1; fragmenty przedr.: zobacz Wydania zbiorowe poz. 5; B. Suchodolski w: Nauka polska... jak wyżej poz. 6
24. Żywot literacki Hugona Kołłątaja z opisaniem stanu Akademii Krakowskiej, w jakim się znajdowała przed rokiem 1780, powst. 1813, wyd. zobacz poz. 25 t. 1 i osobno Wilno 1814; wyd. następne: zobacz poz. 31 t. 1; Wydania zbiorowe poz. 4 t. 2; wyd. K.J. Turowski, Kraków 1861 "Biblioteka Polska" nr 45 (razem z poz. 20); pt. Wiadomość o życiu ks. H. Kołłątaja w H. Kołłątaj: O ustanowieniu i upadku Konstytucji Polskiej 3 Maja t. 1, Paryż 1868 "Biblioteka Ludowa" nr 21; Lwów 1882 "Biblioteka Mrówki" nr 142-143; oprac. H. Barycz, Wrocław (1951) "Biblioteka Narodowa" seria I nr 136; fragmenty przedr. S. Tync w: Komisja Edukacji Narodowej. Wybór źródeł, Wrocław (1954) "Biblioteka Narodowa" seria I nr 126
25. Pisma rozmaite t. 1-2, Wilno 1814, wyd. następne rozszerzone: zobacz poz. 31; zawartość t. 1 pt. Żywoty uczonych Polaków: poz. 15, 20, 24 – t. 2 pt. Zagajenia i rozprawy w naukach: m.in. Przemowa; poz. 6, 13, 19, 21-23; Konkurs do Katedry Wymowy i Poezji; Uwagi nad pismem konkursowym i jego krytyką; Podział nauk mateamtycznych; O metafizyce; (niektóre utwory rozpowszechniane były także w odbitkach); przekł. francuski (Paryż 1823)
26. O języku polskim, powst. w latach 1814-1816, fragm.: "Dziennik Wileński" 1815 t. 1, s. 7-20, 101-117; także przedr. "Pamiętnik Lwowski" 1816 t. 1, s. 284-300; t. 2, s. 51-72; dalsze fragm. (w formie listów): "Dziennik Wileński" 1815 t. 1, s. 197-201 (pod pseud.: Przemyślanka); "Dziennik Wileński" 1815 t. 2, s. 575-579 (pod pseud.: Zachariasz Krytykiełło); "Pamiętnik Warszawski" t. 6 (1816), s. 487-504; t. 7 (1817), s. 106-113, 333-345 (pod pseud.: Zygmunt Szczeropolski); całość: zobacz poz. 31 t. 3; wyd. następne: zobacz Wydania zbiorowe poz. 4 t. 4, poz. 5, poz. 6 t. 2; fragmenty przedr.: S. Dickstein jak wyżej poz. 13; zobacz Wydania zbiorowe poz. 7
27. O Józefie Ludwiku de Lagrange, pierwszym geometrze naszego wieku, "Dziennik Wileński" 1815 t. 2, s. 479-500, 641-669; wyd. następne: zobacz poz. 31 t. 3; Wydania zbiorowe poz. 4 t. 4, poz. 6 t. 1
28. Malwina. List stryja do synowicy pisany z Warszawy 31 stycznia 1816 r. v. s. z przesłaniem nowego pod tym tytułem romansu, "Dziennik Wileński" 1816 t. 3, s. 121-139 i odb. (Wilno 1816); wyd. następne: zobacz poz. 31 t. 3; Wydania zbiorowe poz. 4, t. 4
29. O rachunku losów, Wilno 1817, wyd. następne: zobacz poz. 31, t. 3; Wydania zbiorowe poz. 4 t. 4, poz. 5 (fragmenty), poz. 6 t. 1; autograf (inna redakcja) w Bibliotece Jagiellońskiej sygn. 3161/6
30. Trygonometrya kulista, analitycznie wyłożona do użycia uczących się, Wilno 1817, wyd. 2 poszerzone: Wilno 1820; fragmenty przedr. zobacz Wydania zbiorowe poz. 5; przekł. niemiecki: Lipsk 1828
31. Pisma rozmaite t. 1-4, Wilno 1818-1822; zawartość t. 1-2 (1818): przedrukowana poz. 25; t. 3 (1818) pt. Listy i rozprawy w naukach: m.in. Przemowa; poz. 26-29; O literaturze; O logice i retoryce (fragmenty przedr. I. Szydłowski jak wyżej poz. 21; t. 4 (1822) pt. Rozprawy filozoficzne: Przemowa, poz. 32-34, 36
32. O pismach klasycznych i romantycznych, "Dziennik Wileński", 1819 t. 1, s. 2-27; wyd. następne: zobacz poz. 31 t. 4; Wydania zbiorowe poz. 4 t. 5, poz. 5, poz. 6 t. 2; fragmenty przedr.: S. Dickstein jak wyżej poz. 13; "Polska krytyka literacka (1800-1918)". Materiały t. 1, Warszawa 1959; S. Hinz, A. Sikora jak wyżej poz. 7; przekł. rosyjski (1819)
33. O filozofii. Rzecz czytana na sesji literackiej Uniwersytetu Wileńskiego dnia 15/27 kwietnia roku 1819, "Dziennik Wileński" 1819 t. 1, s. 457-481 i odb. Wilno 1819; także "Pamiętnik Lwowski" 1819 t. 2, s. 3-32; wyd. następne: zobacz poz. 31 t. 4, poz. 35; Wydania zbiorowe poz. 4 t. 5, poz. 6 t. 2; fragmenty przedr.: S. Dickstein jak wyżej poz. 13; zobacz Wydania zbiorowe poz. 5; S. Hinz, A. Sikora jak wyżej poz. 7; autograf: Biblioteka Jagiellońska sygn. 3161/5; przekł.: niemiecki (brak daty), rosyjski (czerwiec 1819)
34. Przydatek do pisma O filozofii, "Dziennik Wileński" 1820 t. 2, s. 121-152, 241-272 i odb. Wilno 1820; wyd. następne: zobacz poz. 31 t. 4, poz. 35; Wydania zbiorowe poz. 4 t. 5, poz. 5 (fragmenty), poz. 6 t. 2; przekł. rosyjski (grudzień 1822)
35. Pisma... o filozofii Kanta, za staraniem T.E. Szopowicza, a nakładem uczniów Uniwersytetu Jagiellońskiego wydane, Kraków 1821; zawartość: poz. 33-34; O metafizyce
36. Filozofia umysłu ludzkiego, czyli rozważny wywód sił i działań umysłowych, wyd. zobacz poz. 31 t. 4; wyd. następne: Warszawa 1834; zobacz Wydania zbiorowe poz. 4 t. 5, poz. 6 t. 2; fragmenty przedr.: S. Dickstein jak wyżej poz. 13; zobacz Wydania zbiorowe poz. 5, 7; S. Hinz, A. Sikora jak wyżej poz. 7
37. Jana Śniadeckiego życie przez niego samego opisane, powst. 1828, z rękopisu Biblioteki Jagiellońskiej sygn. 3141 ogł. L. Kamykowski jak wyżej poz. 4, s. 3-30; wyd. następne: zobacz Wydania zbiorowe poz. 6 t. 1, poz. 7.

Artykuły, rozprawy, obserwacje astronomiczne i wiersze zamieszczał Śniadecki także w czasopismach i książkach zbiorowych: Adorea immortalis cum erudita virtute, XII. VV. DD. 2dae laureae candidatorum... Anno aerae vulgaris 1773 die 23 Junii, Kraków 1773 (tu wiersz łac.: Ad autorem operis Jakuba Janowskiego, Carmen Phaleucium; przedr. w Wydaniach zbiorowych poz. 4 t. 4, s. 9), "Dziennik Wileński" (tu m.in.: Meteorologia, 1816 t. 3, s. 65-83; Do redaktora "Dziennika Wileńskiego" dat. 6/18 grudnia 1817, 1817 t. 6, s. 585-586; O rozumowaniu rachunkowym, 1818 t. 1, s. 348-365), "Ephemerides Astronomicae ad Meridianum Vindobonenses" (1787-1806), "Monatliche Korrespondenz" (od roku 1800), "Pamiętnik Warszawski" (tu m.in.: Uwagi na recenzję Trygonometrii kulistej, 1818 t. 10, s. 166-178), "Rocznik Towarzystwa Warszawskiego Przyjaciół Nauk" (1802-1804).
Jego drobniejsze pisma ogłaszano ponadto: M. Straszewski poz. 11 (Aforyzmy); S. Pigoń: Z dawnego Wilna, 1929, s. 17-19 (Uwagi nad rozprawą Z. Dołęgi Chodakowskiego); L. Kamykowski jak wyżej poz. 4 (Cnota i roztropność w wszelkich krokach za niedostępnych towarzyszów rozjeżdżającym się z Szkół Władysławowskich... uczniom... przydane; raporty szkolne z roku 1778, przedr. Wydania zbiorowe poz. 7).
Pisma Śniadeckiego zachowano także w rękopisach: Archiwum Główne Akt Dawnych: nr E 30, E 50; Metryka Litewska: dz. IX t. 96, 98; Biblioteka Czartoryskich sygn.: 1850 (Uwagi nad pismem konkursowym, O sztuce dobrego pisania w języku polskim), 16 (raporty szkolne); Biblioteka Jagiellońska sygn. 3153 i 3171 (obserwacje astronomiczne); Państwowe Archiwum Wojewódzkie Kraków: Archiwum Miasta Krakowa nr 70 (pisma edukacyjne); Archiwum Senatu Uniwersytetu Jagiellońskiego nr: 1, 4, 6, 8, 27 (Pochwała Kazimierza Wielkiego, z roku 1783), 299 (pisma edukacyjne).
Ponadto M. Baliński przypisywał Śniadeckiemu autorstwo Katechizmu o tajemnicach rządu polskiego.

### Wydania zbiorowe
1. Pisma rozmaite t. 1-2, Wilno 1814, (zobacz Ważniejsze dzieła poz. 25)
2. Pisma rozmaite t. 1-4, Wilno 1818-1822, (zobacz Ważniejsze dzieła poz. 31)
3. Pisma... o filozofii Kanta, Kraków 1821, (zobacz Ważniejsze dzieła poz. 35)
4. Dzieła... Wyd. nowe M. Balińskiego t. 1-7, Warszawa (druk: Lipsk) 1837-1839; zawartość t. 1 (1839): M. Baliński: Żywot uczony i publiczny J. Śniadeckiego (w tekście: fragm. korespondencji, zobacz Listy i materiały poz. 3; Ważniejsze dzieła poz. 12); t. 2-5 (1837): przedruk poz. 2 (zobacz Ważniejsze dzieła poz. 31); t. 6-7 (1837-1838): Ważniejsze dzieła poz. 16
5. Wybór pism naukowych (cz. 1:) Pisma humanistyczne, wyd. i oprac. Z. Libera; (cz. 2:) Pisma matematyczne i przyrodnicze, wyd. i oprac. S. Drobot, Warszawa 1954; zawartość (cz. 1:) Ważniejsze dzieła poz. 26; O literaturze; Ważniejsze dzieła poz. 32-34 i 36 we fragmentach; (cz. 2:) Ważniejsze dzieła poz. 6, 8, 12-13, 15-16, 23 oraz 29-30 we fragmentach
6. Pisma filozoficzne, oprac. redakcyjne D. Petsch, t. 1-2, (Warszawa) 1958 "Biblioteka Klasyków Filozofii. Pisarze Polscy" (nr 43); zawartość t. 1: m.in. Ważniejsze dzieła poz. 6-7, 13, 15, 23, 27, 29, 37; t. 2: m.in. Ważniejsze dzieła poz. 18, 26, 32-34, 36; Listy i materiały poz. 37; Uwagi nad Historią literatury polskiej przez F. Bentkowskiego
7. Pisma pedagogiczne. Wstępem i komentarzem opatrzył J. Hulewicz, Wrocław 1961 "Biblioteka Klasyków Pedagogiki. Pisarze Polscy" (nr 14); zawartość: J. Hulewicz: Wstęp; Ważniejsze dzieła poz. 37; cz. 1: Pisma pedagogiczne z okresu pracy w Szkole Nowodworskiego (m.in. Ważniejsze dzieła poz. 5); cz. 2: Rozprawy o roli poznawczej i wychowawczej poszczególnych dyscyplin (m.in. Ważniejsze dzieła poz. 6, 11); cz. 3: Zagajenia sesji publicznych (m.in. Ważniejsze dzieła poz. 19, 21); cz. 4: Fragmenty pedagogiczne w pismach filozoficznych (Ważniejsze dzieła poz. 36 we fragmentach); cz. 5: Pisma w języku polskim (Ważniejsze dzieła poz. 26 we fragmentach); cz. 6: Biografie uczonych i działaczy oświatowych (Ważniejsze dzieła poz. 10, 20, 22); cz. 7: Korespondencja wileńska 1807-1824 (Listy i materiały poz. 30).

### Listy i materiały
1. Wybór korespondencji z lat 1779-1830, teksty listów: w całości, fragmenty lub streszczenie ogł. M. Baliński w: Pamiętniki o J. Śniadeckim t. 1-2, Wilno (1864-1865); listy Śniadeckiego zawarte tu, a przeważnie także w dalszych pozycjach, weszły następnie do odpowiadających im chronologią zbiorów listów pisarza zawartych w poz. 28-30; jest tu korespondencja m.in. z: H. Kołłątajem, M. Poniatowskim, Sz. Hołowczycem, L. Lefèvre-Gineau, J. Ingenhouszem, F. Radwańskim, M. Poczobutem Odlanickim, J. Chreptowiczem, F. Scheidtem, Stanisławem Augustem, J. Albertrandim, T. Czackim, F.K. Dmochowskim, A.K. Czartoryskim, A.J. Czartoryskim, P. Zawadowskim, S. Staszicem, S.B. Lindem, T. Wawrzeckim, J. Sierakowskim, F. Szopowiczem, S. Wodzickim, K. Koźmianem, O. Kopczyńskim, F. Oraczewskim, B. Garyckim, J. Januszewiczem, J. Szablem, Jędrzejem Śniadeckim, L. Kropińskim, J. U. Niemcewiczem, M. Zaleskim, B. Czacką, E. Słowackim, A. Osińskim, S. Bohuszem Siestrzeńcewiczem, J.S. Bandtkiem, F. Bentkowskim, J. Lelewelem, A. Krzyżanowskim i F. Łubieńskim
2. Do A. Kästnera 2 listy z lat 1780-1781, do M. Poniatowskiego z roku 1781, do F. Szopowicza 25 listów z lat 1820-1830; od L. Lefèvre-Gineau z roku 1819, od M. Fussa 2 listy z lat 1819-1822, od J. Sierakowskiego z roku 1820; ogł. M. Straszewski: J. Śniadecki. Jego stanowisko w dziejach oświaty i filozofii w Polsce, Kraków 1875 (dodatek)
3. Wybór korespondencji z lat 1781-1792, ogł. M. Baliński, zobacz Wydania zbiorowe poz. 4 t. 1, (korespondencja z: M. Poniatowskim, H. Kołłątajem, M. Poczobutem Odlanickim, J. Chreptowiczem)
4. La Correspondance de... avec les savants français (1781-1798), ogł. A. Birkenmajer, L. Kamykowski, "Organon" t. 2 (1938), s. 95-132 i odb. Warszawa 1938, (korespondenci: J. Cousin, L. Lefèvre-Gineau, Ch.G. Le Roy, Ch. Messier, 22 listy, w tym 10 Śniadeckiego)
5. Do J. Gintowta Dziewałtowskiego  2 listy z lat 1786-1787, do M. Poniatowskiego z roku 1787; ogł. F.M. Sobieszczański, "Tygodnik Ilustrowany" 1861 t. 2, s. 58-59
6. Do B. Garyckiego 2 listy z lat 1786-1787, do M. Badeniego z roku 1805, do J.S. Bandtkiego z roku 1814; ogł. A. Grabowski: Ojczyste spominki t. 2, Kraków 1845, s. 361 i następne
7. Listy w sprawach publicznych od r. 1788 do 1830 pisane, z autografów (obecnie w Ossolineum sygn. 4637/III-4639/III) wyd. J. I. Kraszewski, Poznań 1878, (łącznie 98 listów do: J. Januszewicza, H. Kołłątaja, F. P. Turskiego, M. Poniatowskiego, Stanów Rzeczypospolitej, J. Szabla, F. Scheidta, T. Tutolmina, W. Bogdanowicza, z Dzieduszyckich Morskiej, M. Mecherzyńskiego, F. Radwańskiego – do Stanisława Augusta brulion listu z roku 1798, do gubernatora Korsakowa 2 listy z roku 1807; ogł. A. Wrzosek w: Jędrzej Śniadecki. Życiorys i rozbiór pism t. 1, Kraków 1910
8. Korespondencja z J. Albertrandim (10 listów z lat 1801-1803), T. Czackim (18 listów z lat 1801-1803), od S. Staszica z roku 1802, do M. Molskiego z roku 1802, od M. Poczobuta Odlanickiego z roku 1803, do H. Kołłątaja 2 listy z roku 1803, korespondencja z F.K. Dmochowskim (4 listy z roku 1804); fragmenty ogł. M. Chamcówna w wyd.: O Koperniku, zobacz Ważniejsze dzieła poz. 15
9. Do M. Molskiego z roku 1802; do S.B. Lindego 4 listy z lat: 1802, 1810, 1814, 1820; od S. Staszica z roku 1810; od E. Słowackiego 3 listy z lat 1810-1811; od J. Potockiego z roku 1811; od Sz. Malewskiego 2 listy z roku 1811; od A. Osińskiego z roku 1811; od K. Daniłłowicza z roku 1814; od M. Fussa z roku 1811; od S. Bohusza Siestrzeńcewicza z roku 1811; wyd. T. Wierzbowski w: Materiały do dziejów piśmiennictwa polskiego t. 2, Warszawa 1904; listy od E. Słowackiego przedr. S. Makowski, Z. Sudolski w: W kręgu bliskich poety. Listy rodziny Juliusza Słowackiego, (Warszawa 1960) "Biblioteka Towarzystwa im. A. Mickiewicza" nr 1
10. Do J. Albetrandiego z 21 kwietnia 1803, ogł. A. Białecki: Przyczynek do historii życia i prac J. Śniadeckiego, "Gazeta Polska" 1873 nr 16
11. Do T. Czackiego z lat 1803-1811, do A. J. Czartoryskiego z lat 1807-1809, do J. Czecha z roku 1809; teksty w całości lub fragmentach ogł. M. Baliński w: Studia historyczne, Wilno 1856
12. Do H. Kołłątaja 4 listy z lat 1803-1809, ogł. F. Kojsiewicz: Korespondencja listowna H. Kołłątaja z T. Czackim t. 2-4, Kraków 1844-1845
13. Do A.K. Czartoryskiego 7 listów z lat 1804-1810, do F. Szopowicza z roku 1820; fragmenty ogł. L. Dębicki w: Puławy t. 3, Lwów 1888, rozdz. 4
14. Do T. Czackiego 15 listów z lat 1806-1811, ogł. B. Gubrynowicz: Z nieznanej korespondencji... z Tadeuszem Czackim (1806-1811), "Księga pamiątkowa ku uczczeniu 350 rocznicy założenia i 10 wskrzeszenia Uniwersytetu Wileńskiego" t. 1, Wilno 1929 i odb. Wilno 1929
15. Do M. Fussa z lat 1802-1822, streścił S. Dickstein: O korespondencji J. Śniadeckiego z Akademią Nauk w Petersburgu, "Wiadomości Matematyczne" t. 7 (1903), s. 22-31; odpisy listów w rękopisie Biblioteki Narodowej sygn. 2936
16. Korespondencja z bratanicą, Zofią ze Śniadeckich Balińską, w zbiorze z lat 1808-1837, rękopisy: Biblioteka Narodowa sygn. 2878-2879 oraz 2881 poz. 2
17. Do H. Kołłątaja z 7/19 listopada 1809 i od niego z 4 stycznia 1810, wyd. zobacz Ważniejsze dzieła poz. 24; przedr.: "Pamiętnik Warszawski" t. 1 (1815), s. 333-337; Wydania zbiorowe poz. 6, t. 2 (list Śniadeckiego)
18. Do M. Badeniego 12 listów z lat 1810-1823, fragmenty ogł. J. Iwaszkiewicz: Śniadeciana, "Ateneum Wileńskie" 1935, s. 241-248
19. Asygnacja do kasjera Uniwersytetu Wileńskiego z 2 marca 1811, list do S.B. Lindego z 19 listopada/1 grudnia 1816; rękopis: Biblioteka Jagiellońska sygn. 7862 IV – korespondencja z E. Słowackim z 3/15 i 15/27 marca 1811 (list do/od Śniadeckiego); z rękopisów Biblioteki Uniwersytetu Wileńskiego sygn. KC 287 i Biblioteki PAN Kraków sygn. 2815 (porównaj poz. 30) ogł. S. Makowski, Z. Sudolski w: W kręgu rodziny i przyjaciół Słowackiego, Warszawa 1967, "Biblioteka Towarzystwa im. A. Mickiewicza" nr 8
20. Korespondencja z J. Lelewelem z lat 1814-1815, ogł. w: J. Lelewel: Listy oddz. 1, t. 2, Poznań 1879, s. 11-25
21. Do Ludwiki Śniadeckiej 4 listy z lat 1815-1825, rękopis: Biblioteka Narodowa sygn. 2881 poz. 4
22. Do W. G. Anastasiewicza z roku 1818, ogł. K. Średziński, "Problemy" 1964 nr 5
23. Do/od S. Wodzickiego 5 listów z lat 1820-1822, rękopis: Ossolineum sygn. 11656/II
24. Do A.J. Czartoryskiego z 17/29 marca 1821 (fragm.) oraz memoriał w sprawie drukarni J. Zawadzkiego, z rękopisów Kuratorii Wileńskiej w Bibliotece Czartoryskich (nr 126-127) ogł. T. Turkowski w: Materiały do dziejów literatury i oświaty na Litwie i Rusi t. 2, Wilno 1937
25. Do A. Krzyżanowskiego z 13/25 października 1824, do J.U. Niemcewicza z 10 maja 1830 (faksymile); ogł. A. Kraushar: Towarzystwo Warszawskie Przyjaciół Nauk t. 6, Kraków 1905, s. 423-425; t. 7, Kraków 1906
26. Do K. Koźmiana z roku 1825, rękopis: Biblioteka PAN Kraków sygn. 2031, t. 1
27. Do J. Sierakowskiego z roku 1825, "Kurier Warszawski" 1902 nr 305
28. Korespondencja... Listy z Krakowa, do druku przygot. L. Kamykowski, t. 1:1780-1787, Kraków 1932, "PAU. Archiwum Komisji do Dziejów Oświaty i Szkolnictwa w Polsce" nr 1; zawiera 210 listów Śniadeckiego do 22 adresatów z lat 1780-1787 i list do J.M. Quérarda z 20 listopada 1830, ponadto: Ważniejsze dzieła poz. 4, 37 oraz kilka pism pedagogicznych (raportów szkolnych i przemów z roku 1778). Są tu m.in. listy do: A. Kästnera, M. Poniatowskiego, H. Kołłątaja, Sz. Hołowczyca, L. Lefèvre-Gineau, K. Idatte'a, Ch. Messiera, J. A. Cousina, W. Szastera, A. Moszyńskiego, J. Gintowta Dziewałtowskiego, J. Przybylskiego, B. Garyckiego, J. Ingenhousza i Komisji Edukacji Narodowej. Pozycja ta (a także poz. 29-30) obok rękopisów wykorzystuje i powtarza druki wcześniejsze listów Śniadeckiego z tego okresu. We wstępie widnieje rejestracja rękopisów korespondencji Śniadeckiego
29. Korespondencja... Listy z Krakowa t. 2: 1787-1807, ze spuścizny po L. Kamykowskim do druku przygot. M. Chamcówna, S. Tync, Wrocław 1954; zawiera 205 listów Śniadeckiego do 41 adresatów z lat 1780-1787 oraz w dodatku 3 listy z lat 1781-1784, pominięte w poz. 28. Są tu m.in. listy do: M. Poniatowskiego, H. Kołłątaja, A. Szastera, J. Gintowta Dziewałtowskiego, J. Przybylskiego, B. Garyckiego, M. Poczobuta Odlanickiego, J. Chreptowicza, J. Januszewicza, T. Bukatego, I. Potockiego, F. P. Turskiego, J. Szabla, J. Czecha, cesarza Franciszka II, Stanisława Augusta, W. Margelika, A. Chołoniewskiej, F.K. Zacha, J. Albertrandiego, M. Molskiego, T. Czackiego, F.K. Dmochowskiego, M. Badeniego, A. J. Czartoryskiego, S. Stubielewicza i L. Platera. Niektóre publikacje umknęły jednak uwadze wydawców (przykładem jest poz. 13). We wstępie pojawiło się uzupełnienie rejestracji rękopisów korespondencji Śniadeckiego ujętej w poz. 28 (dot. lat 1780-1807)
30. Korespondencja... Listy z Wilna t. 3: 1807-1830, zebrał i odpisał L. Kamykowski, rękopisy: Biblioteka PAN Kraków sygn. 2815-2816; wybór ogł. J. Hulewicz: Korespondencja wileńska (1807-1824); zobacz Wydania zbiorowe poz. 7 (tu listy do: A.J. Czartoryskiego, P. Zawadowskiego, L. Platera, T. Czackiego, J. Chreptowicza, T. Brzozowskiego, B. Woyny, A. Chołoniewskiej i A. Razumowskiego); zobacz także uwagę przy poz. 28
31. Od różnych osób, do J. Śniadeckiego jako sekretarza Szkoły Głównej Koronnej z lat 1784-1787; m.in. od: Sz. Hołłowczyca, H. Kołłątaja, G. Piramowicza, F. Zabłockiego; rękopis: Biblioteka Jagiellońska sygn. 4041
32. Od różnych osób z lat 1785-1827, rękopis: Biblioteka Jagiellońska sygn. 3131-3135, m.in. od: F. Oraczewskiego (1787), I. Potockiego (1808), A. Chodkiewicza (1807), W. Surowieckiego (1812, 1825), J.S. Bandtkiego (1815, 1818), G. E. Grodka, J.M. Ossolińskiego (1821); 2 listy od F.K. Dmochowskiego z lat 1804-1805 ogł. S. Kossowski, "Pamiętnik Literacki" rocznik 3 (1904), s. 453-455; (zobacz także poz. 35, 44)
33. Od Jędrzeja Śniadeckiego z Pawii 12 kwietnia 1792, od J.P. Franka z 17 maja 1793; ogł. M. Baliński, "Przyjaciel Ludu" rocznik 7 (1840), t. 1 i odb.
34. Od M. Poczobuta Odlanickiego 2 listy z: 4 kwietnia 1793 i 26 grudnia 1801; ogł. M. Baliński w: Dawna Akademia Wileńska, Petersburg 1862
35. Od Jędrzeja Śniadeckiego 13 listów z lat: 1792, 1806-1830; z rękopisu Biblioteki Jagiellońskiej sygn. 3135 ogł. A. Wrzosek jak wyżej poz. 7
36. Od A.J. Czartoryskiego z lat 1801-1825, rękopis: Biblioteka Jagiellońska sygn. 3104
37. Od A.K. Czartoryskiego z 9 maja 1803, ogł. L. Kamykowski, "Ruch Literacki" rocznik 7 (1932), nr 3
38. Od J.U. Niemcewicza 12 listów z lat 1807-1824, rękopis: Biblioteka Jagiellońska sygn. 3115 – od K. Chromińskiego z roku 1808, rękopis: Biblioteka Jagiellońska sygn. 7912 III
39. Od L. Kropińskiego 5 listów z lat 1808-1822, rękopis: Biblioteka Jagiellońska sygn. 3110
40. Od J.A. Czartoryskiego z roku 1809, ogł. S. Pigoń: Księcia kuratora A. Czartoryskiego troski o język i literaturę polską, "Źródła Mocy" 1931 nr 7 i odb.; przedrukowano w: Wśród twórców, Kraków 1947
41. Od T. Czackiego z lat 1809-1811 (jako do rektora Uniwersytetu Wileńskiego), rękopisy: Biblioteka Akademii Nauk USRR Kijów sygn. YH.258
42. Od Herakliusza Linowskiego z roku 1809, rękopis: Biblioteka Jagiellońska sygn. 6341 IV
43. Od S. Bohusza Siestrzeńcewicza z roku 1809, rękopis: Biblioteka Jagiellońska sygn. 6340 IV
44. Od Jędrzeja Śniadeckiego 5 listów z lat: 1811, 1815-1816; z rękopisów Biblioteki Jagiellońskiej sygn. 3135, 3513, ogł. A. Wrzosek: Materiały do życiorysu Jędrzeja Śniadeckiego, "Krytyka Lekarska" rocznik 9 (1905), nr 4, 6-7
45. Od H. Kołłątaja (brak daty), ogł. F. Grzymała, "Sybilla Nadwiślańska" 1821 t. 1, s. 227-239
46. Od H. Kołłątaja, rękopisy: Biblioteka Jagiellońska sygn. 3108, Biblioteka PAN Kraków sygn. 224
47. Od A. Osińskiego 2 listy z: 15 czerwca 1816 i lutego 1817, z rękopisów Biblioteki Czartoryskich ogł. Z.J. Nowak: Listy Alojzego Osińskiego do J. Śniadeckiego z l. 1816-1817, "Zeszyty Naukowe Wyższej Szkoły Pedagogicznej w Katowicach. Prace Historyczno-Literackie Katedry Literatury Polskiej" 1962, s. 237-241
48. Od J.M. Ossolińskiego z 1 września 1817, z rękopisu Biblioteki Czartoryskich sygn. 678 ogł. J. Kallenbach, "Kronika Powszechna" 1913 nr 15
49. Od J. Słowackiego z 14/26 stycznia 1829, ogł. S. Pigoń, "Ruch Literacki" rocznik 7 (1932) nr 9; przedr. E. Sawrymowicz w: Korespondencja Juliusza Słowackiego t. 1, Wrocław 1962
50. Memoriały z roku 1793; Notatki z podróży z roku 1804; Urywek umowy z roku 1806; Oświadczenie podane do akt Uniwersytetu Wileńskiego w roku 1816; ogł. M. Baliński jak wyżej poz. 1
51. Druk nominacji na rektora Uniwersytetu Wileńskiego (1807), rękopis: Ossolineum sygn. 12015/III2
52. Nominacja na członka Tymczasowej Komisji Rządowej na Litwie z 2 lipca 1812; instrukcje, protokoły i rozporządzenia Komitetu Oświecenia i Wyznań Religijnych z roku 1812; z rękopisu Biblioteki Jagiellońskiej sygn. 3162 ogł. L. Kamykowski, "Minerwa Polska" rocznik 2 (1929), s. 167-199.

Rękopisy korespondencji Śniadeckiego zachowane są w Bibliotece Jagiellońskiej (m.in. sygn.: 148, 1141, 1874, 3104, 3108, 3110, 3115, 3131-3135, 3137-3142, 3157, 3162, 3468-3469, 3513, 3729, 3757, 3759, 4041, 5524, 5622, 6340-6341, 7788 III (tu K. Badeckiego odpisy listów Śniadeckiego ze zbiorów lwowskich) – zobacz także poz. 19, 31-32, 35-36, 38-39, 42-44, 46, 52; Biblioteka Czartoryskich (m.in. sygn.: 125-126, 678, 1181 – zobacz także poz. 24, 47-48; Biblioteka PAN Kraków (m.in. sygn.: 1, 165, 198, 204, 211, 224, 595, 1054, 2031 t. 1, 2220 t. 5, 2260, 2811-2816 – zobacz także poz. 26, 30; Biblioteka Narodowa (m.in. sygn.: 2878-2879, 2881, 2936 – zobacz także poz. 15-16, 21); Ossolineum (m.in. sygn.: 968/I, 4637-4639/III, 6524/II, 7862/IV, 11656/II, 12015/III – zobacz także poz. 7, 23, 51); Biblioteka Uniwersytetu Warszawskiego; Archiwum Główne Akt Dawnych (m.in. Archiwum Wilanowskie sygn. 279 b 5, Metryka Litewska dz. IX t. 96); Biblioteka Raczyńskich (sygn. 411/38); Biblioteka Publiczna Warszawa (nr inw. 1024); Lw. Państw. Nauk. Bibl. Akad. Nauk USRR Kijów (zobacz poz. 41); Biblioteka Uniwersytetu Wileńskiego.
Bardziej szczegółową informację o rękopisach korespondencji Śniadeckiego, uwzględniającą także zbiory rodzinne w Jaszunach i Biblioteki Krasińskich, podał w roku 1932 L. Kamykowski (zobacz poz. 28); uzupełnili go w roku 1954 M. Chamcówna i S. Tync (zobacz poz. 29). Informacje o rękopisach niektórych listów do Śniadeckiego podał w roku 1939 L. Janowski (Słownik biobibliograficzny dawnego Uniwersytetu Wileńskiego, Wilno 1939, s. 449-450). Ponadto o listach J. Śniadeckiego z lat 1788-1796 w Muzeum Oświaty Instytutu Pedagogiki informuje Z.J. Mikołajtis ("Komunikaty Naukowego Towarzystwa Literackiego im. A. Mickiewicza. Oddział Częstochowski" rocznik 2, 1964 nr 14).

## Opracowania dot. działalności Śniadeckiego

### Monografie i zarysy monograficzne
1. M. Baliński: Pamiętniki o J. Śniadeckim, jego życiu prywatnym i publicznym i dziełach jego t. 1-2, Wilno 1864-1865
2. M. Straszewski: J. Śniadecki. Jego stanowisko w dziejach oświaty i filozofii w Polsce, Kraków 1875
3. L. Świeżawski: J. Śniadecki. Jego życie i działalność naukowa, Petersburg 1898 "Życiorysy Sławnych Polaków" nr 6
4. S. Brzozowski: J. Śniadecki. Życie i dzieła, Warszawa 1904 "Książki dla Wszystkich" nr 169
5. S. Dür: O J. Śniadeckim, Warszawa 1956 "Wiedza Powszechna"
6. M. Chamcówna: J. Śniadecki, Kraków 1963 "Universitatis Jagellonica" nr 5

### Wybrane biografie i studia ogólne
1. Statuta nec non liber promotionum Philosophorum Ordinis in Universitate Studiorum Jagellonica, wyd. J. Muczkowski, Kraków 1849
2. "Gazeta Warszawska" 1803 nr 85
3. "Kurier Litewski" 1807 nr 17
4. H. Kołłątaj: Korespondencja... z Tadeuszem Czackim (sprzed 1812), wyd. F. Kojsiewicz, t. 1-4, Kraków 1844-1845
5. Korespondencja ks. A. (J.) Czartoryskiego i rektora (J.) Twardowskiego z l. 1822-1824, wyd. J. Ogończyk, "Rocznik Towarzystwa Przyjaciół Nauk Poznania" t. 26 (1000) i odb. (Poznań 1899)
6. K.A. Vieilh de Boisjoslin: Biographie universelle..., Paryż 1826-1831
7. (nekrologi): M. Baliński: Rys życia J. Śniadeckiego, "Kurier Litewski" 1830 nr 141 i osobno Wilno 1830; także "Dziennik Wileński" 1830 t. 5, s. 356-364; "Gazeta Polska" 1831 nr 255-257
8. M. Baliński: Wspomnienia o J. Śniadeckim, "Noworocznik litewski na r. 1831", Wilno 1831 i odb.; także "Lwowianin" 1835 nr 3
9. Lebensbeschreibung des polnischen Gelehrten J. Śniadecki, "Warschauer Zeitung" 1831 nr 208-210
10. F. Stachowski: Mowa w czasie żałobnego nabożeństwa za duszę J. Śniadeckiego, Kraków 1832

### Wybrane opracowania nt. twórczości
1. T. Czacki, M. Molski: List do JP. Śniadeckiego o Koperniku, dnia 12 sierpnia 1802 z Królewca, "Nowy Pamiętnik Warszawski" t. 7 (1802)
2. (Jeografia. Rec.): "Nowy Pamiętnik Warszawski" t. 16 (1804); T. Czacki, "Dziennik Wileński" 1805 nr 2
3. (Żywot literacki Hugona Kołłątaja. Rec.): "Allgemeine Literaturzeitung" 1814 nr 263; przekł. polski "Pamiętnik Warszawski" t. 1 (1815), s. 326-333, 347-351
4. (Pisma rozmaite t. 1-2, Wilno 1814. Rec. i polemiki): "Allgemeine Literaturzeitung" 1815 nr 162; przekł. polski z komentarzem B.K.J. "Pamiętnik Warszawski" t. 3 (1815), s. 236-259
5. (Trygonometria kulista. Rec.): "Dziennik Wileński" 1817 t. 5; J. Twardowski, "Pamiętnik Warszawski" t. 9 (1817)
6. (Pisma rozmaite t. 1-4, Wilno 1818-1822. Rec.): "Dziennik Wileński" 1818 t. 1; A. G. "Gazeta Codzienna Narodowa i Obca" 1818 nr 43; "Rozmaitości" 1819 nr 2
7. Philopolski (T. Dzieduszycki): Uwagi nad pismem J. Śniadeckiego O filozofii, "Pamiętnik Lwowski" 1819 t. 2, nr 10
8. (F. Wężyk?): Uwagi nad J. Śniadeckiego rozprawą O pismach klasycznych i romantycznych, "Pamiętnik Warszawski" t. 14 (1819)
9. Nowe dzieła polskie, "Dziennik Wileński" 1820 nr 3
10. M. Czacki: O potrzebie metafizyki, Warszawa 1821
11. Kazimierz Filip Wize, Jan Śniadecki, „Dziennik Poznański" 1930.11.21, R.72 nr 270, s. 3.

## Upamiętnienie
- Na cześć uczonego została nazwana jedna z planetoid: (1262) Śniadeckia, oraz krater na Księżycu: Śniadecki.
- W okresie II Rzeczypospolitej istniało XI Państwowe Liceum i Gimnazjum im. Jana i Andrzeja Śniadeckich we Lwowie oraz Gimnazjum im. Jana Śniadeckiego w Oszmianie (1918 -1944)[7] i Państwowe Liceum im. Jana i Jędrzeja Śniadeckich w Wilnie (1938-1939)[8].
- Jest patronem Gimnazjum w Sołecznikach na Litwie[9], I Liceum Ogólnokształcącego w Żninie, XXX Liceum Ogólnokształcącego w Warszawie, II Liceum Ogólnokształcącego w Kielcach, Politechniki Bydgoskiej im. Jana i Jędrzeja Śniadeckich, VI Liceum Ogólnokształcącego w Bydgoszczy, Zespołu Szkół Technicznych w Grudziądzu im. Jana i Jędrzeja Śniadeckich, Liceum Ogólnokształcącego im. Braci Śniadeckich w Zgorzelcu. Zespołu Szkół w Wyszogrodzie[10] oraz Szkoły Podstawowej nr 16 w Krakowie[11].
- Bracia Śniadeccy są bohaterami powieści biograficznej – Anna Mierzecka, Patrz w serce: Rzecz o braciach Śniadeckich (1969, 1986)[12].
- Imię uczonego nosi prom samochodowo-kolejowy MF Jan Śniadecki zbudowany w 1989 dla Polskich Linii Oceanicznych